# PCKeeper
 PCKeeper は、Windows OS向けにドイツに本社を置くKromtech Allianceが開発した最適化・プロテクション ソフトウェアである。
PCKeeperには Windows向けの2種類の製品が含まれる:  PCKeeper Live と PCKeeper Antivirus である。偽広告によってユーザーの不安を煽り、半強制的に自社サイトへリンクさせる事で知られる。
また、PCKeeperはミスリードな診断結果を提示し有償版を購入するように促す偽セキュリティソフトとして知られている。

## ソーシャル キャンペーン
2013年5月、PCKeeperでは「Pay What You Want(好きなだけお支払いください)」キャンペーンを実施し、顧客にソフトウェアの料金を決めてもらった

## パートナー
- Microsoft Gold Application Development Partner (Microsoft ゴールド アプリケーション開発パートナー)[3]
- Intel Premier Elite Partner (Intel プレミア エリート パートナー)[4]
- Google[5]